# Route nationale 83 (France)
Pour les articles homonymes, voir Route nationale 83.
La route nationale 83, ou RN 83, est une route nationale française reliant historiquement Lyon à Strasbourg.
Auparavant, la section Besançon – Clerval appartenait à la RN 73 et la section Illkirch-Graffenstaden – Strasbourg à la RN 68.
Il existait une RN 83BIS qui reliait La Villeneuve à Saint-Marcel. Elle n'avait donc aucun contact avec la RN 83. Elle a été renumérotée RN 73.

## Histoire

### XIXesiècle
En 1811, la route de Lyon à Strasbourg est classée par décret du 16 décembre 1811 sous le numéro 101 (route impériale 101),. En 1824, elle prend le numéro 83,. Avant 1843, entre Crépieux-la-Pape (aujourd'hui Rillieux-la-Pape) et Bourg-en-Bresse, la RN 83 passait par Miribel, Montluel, Meximieux, Chalamont et Lent. En 1843, elle est rectifiée entre Crépieux-la-Pape et Bourg-en-Bresse et passe par Villars-les-Dombes ; l'ancienne section de Crépieux-la-Pape à Meximieux est intégrée à la RN 84.

### Déclassement
Depuis le 1er janvier 2006 et à la suite du transfert de certaines routes nationales aux départements, une grande partie du linéaire de la RN 83 a été déclassée. Dans le département du Rhône, elle prend le nom de RD 483, puis devient RD 1083 dans l'Ain et le Jura jusqu'à la bretelle de l'A391 au niveau de Poligny. Elle conserve l'appellation RN de cette bretelle jusqu'au sud de Besançon, au niveau du carrefour avec la RN 273. Elle prend alors l'appellation RD 683 dans la traversée de la capitale comtoise et jusqu'à la commune d'Héricourt en Haute-Saône. Dans le Territoire de Belfort, elle se nomme RD 83. Au passage dans le Haut-Rhin, elle devient RD 483 jusqu'à Pont d'Aspach et l'intersection avec l'ex RN 466. Le tronçon entre Pont d'Aspach et le carrefour du Rosenkranz (au nord de Colmar, début du contournement Est de Colmar) est désormais connu sous le nom de RD 83.
La RN 83 est maintenue dans le patrimoine de l'État au titre de la continuité entre le réseau national et autoroutier entre les sorties 19 et 23 de l'A35, soit une dizaine de kilomètres où la RN 83 assure la continuité de l'A35. Cette section a été déclassée et transférée à la collectivité européenne d'Alsace en 2021 ; elle est devenue la RD 83. Le raccordement de l'A35 (échangeur 14) à la RD 1083, appelé RN 1083, est également déclassé en RD 1083.
Après la sortie no 19 (desservant Sélestat), la RN 83 redevient RD 83 sur son dernier kilomètre dans le Haut-Rhin. Elle prend l'appellation RD 1083 dans le département du Bas-Rhin.
Il ne subsiste plus que la section comprise entre Saint-Lothain, dans la continuité de l'autoroute A391, et Beure (route nationale 57).

### Sécurité routière
La nationale 83 est dans le Jura, avec 14 tués pour 29 kilomètres, soit une accidentalité de 0,48 tué par kilomètre, est la route la plus accidentogène du Jura par kilomètre parcouru.
La départementale 1083 est dans le Jura, avec 13 tués pour 55 kilomètres, soit une accidentalité de 0,24 tué par kilomètre, la quatrième route la plus accidentogène du Jura par kilomètre parcouru.

## Tracé

### De Lyon à Lons-le-Saunier

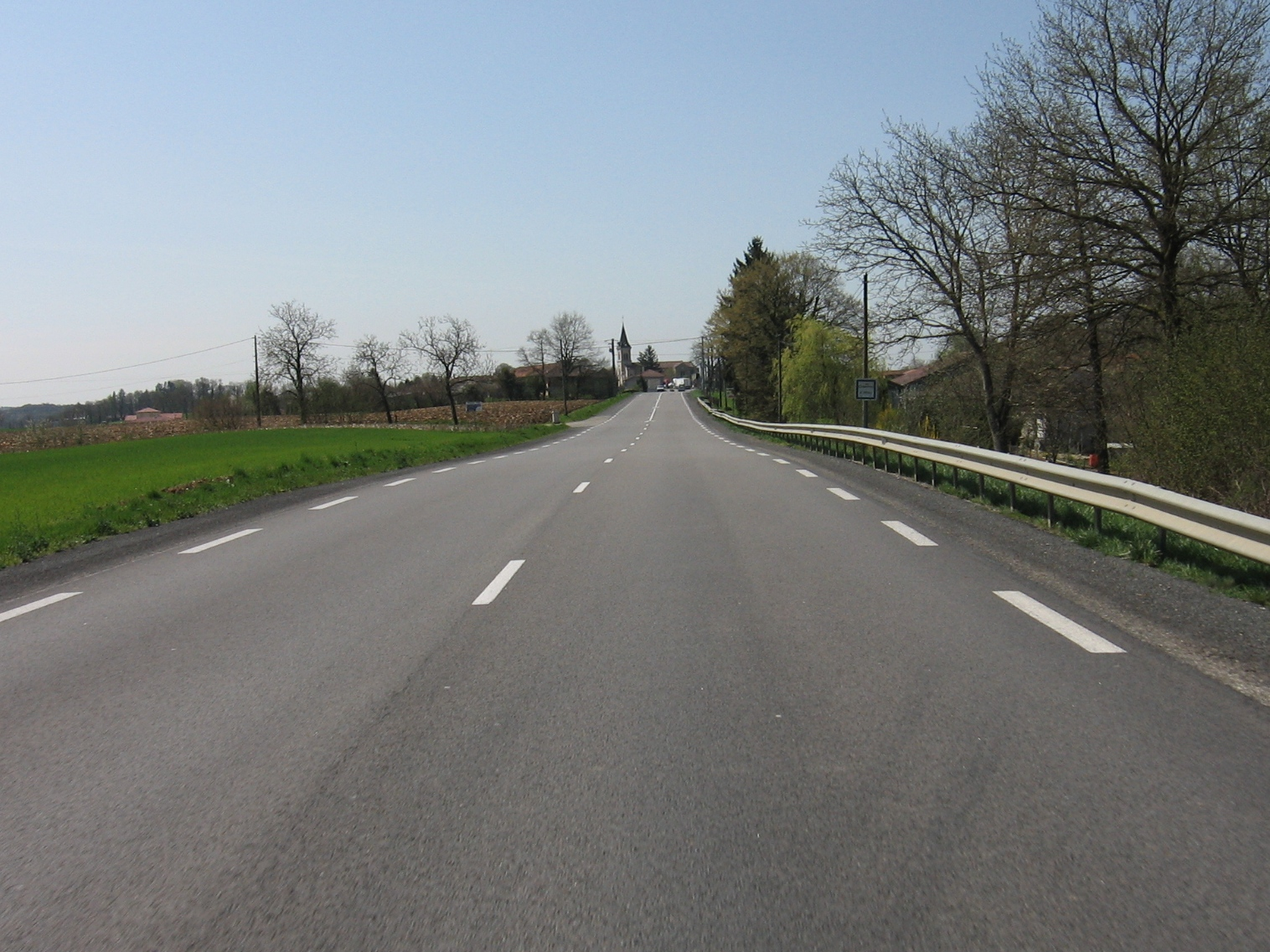
N83/D1083 à Villemotier.

Les communes traversées sont :
- Lyon (km 0)
- Caluire-et-Cuire
- Rillieux-la-Pape
- Les Échets, commune de Miribel
- Mionnay
- Saint-André-de-Corcy
- Saint-Marcel
- Villars-les-Dombes (km 20)
- Marlieux
- Saint-Paul-de-Varax (km 34)
- Servas
- Péronnas
- Bourg-en-Bresse (km 49)
- Saint-Étienne-du-Bois
- Villemotier
- Salavre
- Coligny (km 70)
- Saint-Jean-d'Étreux
- Nanc-lès-Saint-Amour
- Saint-Amour (km 76)
- Balanod
- Joudes
- Cuiseaux (km 84)
- Digna
- Cousance
- Cuisia
- Augea
- Beaufort (km 95)
- Orbagna
- Sainte-Agnès
- Cesancey
- Gevingey
- Messia-sur-Sorne
- Lons-le-Saunier (km 110)

### De Lons-le-Saunier à Belfort
Les communes traversées sont :
- Plainoiseau
- Saint-Germain-lès-Arlay
- Toulouse-le-Château
- Poligny (km 140)
- Buvilly
- Arbois (km 149)
- Montigny-lès-Arsures
- Les Arsures
- Mouchard
- Grange-de-Vaivre
- Rennes-sur-Loue
- Paroy
- Samson
- Pessans
- Lavans-Quingey
- Quingey (km 174)
- Busy
- Larnod
- Beure
- Besançon (km 197)
- Roche-lez-Beaupré
- Novillars
- Vaire-le-Petit
- Amagney
- Roulans (km 216)
- Baume-les-Dames (km 227)
- Hyèvre-Paroisse
- Branne
- Clerval (km 242)
- Rang
- L'Isle-sur-le-Doubs (km 253)
- Médière
- Arcey (km 265)
- Désandans
- Aibre
- Trémoins
- Tavey
- Héricourt (km 277)
- Brevilliers
- Argiésans (km 282)
- Bavilliers (km 284)
- Belfort (km 289)

### De Belfort à Strasbourg
Les communes traversées sont :
- Denney (km 293)
- Roppe (km 294)
- Bethonvilliers
- Lachapelle-sous-Rougemont (km 303)
- Soppe-le-Bas
- Burnhaupt-le-Haut
- Cernay (km 324)
- Soultz-Haut-Rhin (km 333)
- Issenheim (km 335)
- Rouffach (km 344)
- Pfaffenheim
- Hattstatt
- Eguisheim
- Colmar (km 363)
- Ostheim
- Guémar
- Sélestat (km 384)
- Ebersheim
- Kogenheim
- Sermersheim
- Huttenheim
- Benfeld (km 402)
- Fegersheim
- Illkirch-Graffenstaden (km 422)
- Strasbourg (km 429)